# Milovan Rajevac
Milovan Rajevac (Čajetina, 2 gennaio 1954) è un allenatore di calcio ed ex calciatore serbo, di ruolo difensore, direttore tecnico del Muangthong Utd.

## Carriera
Ha allenato le formazioni serbe dello Sloboda Užice, Stella Rossa, Vojvodina e Borac Čačak, tutte squadre in cui aveva militato anche da giocatore.
È stato commissario tecnico del Ghana per due volte, del Qatar, dell'Algeria e della Thailandia.

## Palmarès

### Allenatore

#### Competizioni nazionali
- Campionato serbomontenegrino:

Stella Rossa: 2003-2004
- Coppa di Serbia e Montenegro: 1

Stella Rossa: 2003-2004

#### Individuale
- Allenatore serbo dell'anno: 1

2010